# الدوامة (مسلسل مصري)
الدوامة هو مسلسل دراما مصري من إخراج نور الدمرداش وبطولة محمود ياسين، نيللي، يوسف فخر الدين، نادية الجندي، محمد توفيق، هياتم ومحمود عبد العزيز. قامت قناة ماسبيرو زمان بنشر المسلسل كامل على قناتها على موقع يوتيوب.

## نبذه
يعيش محمود حياة رتيبة مليئة بالوحدة، ويحاول أصدقائه إقناعه أن يبحث عن الحب والزواج، ولكن سرعان ما تنقلب الأمور ويقع محمود في دوامة كبيرة لا يدرك لها أية نهاية.

## طاقم العمل
- محمود ياسين بدور دكتور محمود جلال/عيسى
- نيللي بدور هند
- يوسف فخر الدين بدور دكتور كامل
- نادية الجندي بدور زغزغة
- محمد توفيق بدور العمدة
- هياتم بدور سونا
- محمود عبد العزيز بدور إبراهيم